# Катастрофа Ан-24 под Вероной
Катастрофа Ан-24 под Вероной — авиационная катастрофа, произошедшая вечером 13 декабря 1995 года. Авиалайнер Ан-24В авиакомпании Banat Air (принадлежал Romavia) выполнял чартерный рейс BZ166 по маршруту Верона—Тимишоара, но через 3 минуты после взлёта рухнул в заснеженное поле в 1,5 километрах от аэропорта Вероны. Погибли все находившиеся на его борту 49 человек — 41 пассажир и 8 членов экипажа.

## Самолёт
Ан-24В (регистрационный номер YR-AMR, заводской 77303309, серийный 033-09) был выпущен Киевским авиационным заводом в 1967 году. 20 апреля 1968 года был передан авиакомпании TAROM; от неё с апреля по декабрь 1993 года сдавался в лизинг авиакомпании Kish Air. В декабре 1993 года был куплен авиакомпанией Romavia. Оснащён двумя турбовинтовыми двигателями АИ-24 производства ЗМКБ «Прогресс» имени А. Г. Ивченко. На день катастрофы 28-летний авиалайнер налетал 8913 часов.

## Экипаж и пассажиры
Самолётом управлял опытный экипаж, его состав был таким:
- Командир воздушного судна (КВС) — 38-летний Иван Мирча (рум. Ivan Mircea). Опытный пилот, управлял самолётом Ан-26. Налетал 3645 часов, 2345 из них на Ан-24.
- Второй пилот — 52-летний Иван Марин (рум. Ivan Marin). Опытный пилот, также (как и КВС) управлял самолётом Ан-26. Налетал свыше 7100 часов, свыше 6500 из них на Ан-24.
- Штурман — 42-летний Корнел Влагя (рум. Cornel Vlagea). Налетал 4320 часов, 4126 из них на Ан-24.
- Бортмеханик — 51-летний Георге Попеску (рум. Gheorghe Popescu). Налетал свыше 9800 часов, количество лётных часов на Ан-24 неизвестно.

В салоне самолёта работали трое бортпроводников:
- Корина Челу (рум. Corina Chelu), 20 лет — старший бортпроводник. Работница авиакомпании Banat Air.
- Александр Сокол (рум. Alexandru Socol), 21 год. Работник авиакомпании Romavia.
- Анезия Глига (рум. Anesia Gliga), бортпроводник-стажёр. Работница авиакомпании Banat Air.

Также в состав экипажа входил наземный инженер Виорел Илие (рум. Viorel Ilie), работник авиакомпании Romavia.
| Гражданство | Пассажиры | Экипаж | Всего |
| ----------- | --------- | ------ | ----- |
| Италия      | 30        | 0      | 30    |
| Румыния     | 6         | 8      | 14    |
| Югославия   | 4         | 0      | 4     |
| Нидерланды  | 1         | 0      | 1     |
| Всего       | 41        | 8      | 49    |

## Хронология событий

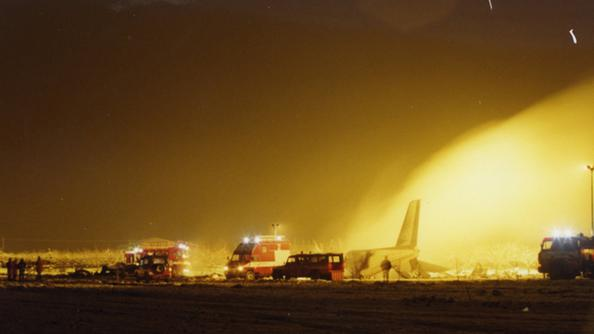
Спасательная операция на месте катастрофы